# بوب بليك (محامي)
بوب بليك (بالإنجليزية: Bob Blake)‏ هو لاعب كرة قدم أمريكية ومحامي أمريكي، ولد في 31 يناير 1885 في كورو في الولايات المتحدة، وتوفي في 8 مايو 1962 في سانت لويس في الولايات المتحدة.